# Musikjahr 1799
Liste der Musikjahre

◄◄ | ◄ | 1795 | 1796 | 1797 | 1798 | Musikjahr 1799 | 1800 | 1801 | 1802 | 1803 | ► | ►►

Weitere Ereignisse
Dieser Artikel behandelt das Musikjahr 1799.

## Instrumental und Vokalmusik (Auswahl)
- Luigi Boccherini: 6 Klavierquintette, op. 57; 6 Streichquartette, op. 58
- Luigi Cherubini: Hymne pour la fête de la Jeunesse, 10 germinal
- Ludwig van Beethoven:  Klaviersonate Nr. 8 c-Moll op. 13 (Pathétique); Klaviersonate Nr. 9 E-Dur op. 14 Nr. 1;  Klaviersonate Nr. 10 G-Dur op. 14 Nr. 2;  Septett Es-Dur op. 20;  1. Streichquartett F-Dur op. 18,1;  2. Streichquartett G-Dur op. 18 Nr. 2;  3. Streichquartett D-Dur op. 18,3;  4. Streichquartett c-Moll op. 18 Nr. 4;  5. Streichquartett Nr. 5 A-Dur op. 18,5
- Antonio Salieri: Der Tyroler Landsturm für Sopran, Alt, Tenor, Bass, vierstimmigen Doppelchor, Orchester und Sprecher (weltliche Kantate) Uraufführung 23. Mai 1799 in Wien; Messe C-Dur für Doppelchor und Orchester; Venite gentes C-Dur für Doppelchor und Orchester (Gradualie); Cantate Domino omnis terra C-Dur für Doppelchor und Orchester
- Joseph Haydn: Lobkowitz-Quartette, op. 77 (Entstanden im Auftrag des Fürsten Joseph Maximilian Lobkowitz). Sie bestehen aus folgenden zwei Einzelnummern: Quartett in G-Dur, op. 77, Nr. 1 (Komplimentierquartett); Quartett in F-Dur, op. 77, Nr. 2
- François-Adrien Boieldieu: Sonata für Klavier op. 4
- Johann Ladislaus Dussek: Sonate für Klavier, Violine und Violoncello Es op. 37 c169; Duett für Klavier/Harfe, Klavier und 2–3 Hörner ad lib. Es op. 38 c170; 3 Klaviersonaten G, C, B op. 39 c166–168
- Andreas Romberg: Skolie im Abendrot (Köpken), Chorlied für zwei Tenöre, zwei Bässe und Orchester, SteR 250; Bundeslied (Goethe), Chorlied für zwei Tenöre, zwei Bässe und Orchester, SteR 251; Das Saitenspiel (Herder), Lied für Tenor und Orchester, SteR 252; Im Grünen (Voß), Chorlied für zwei Tenöre, zwei Bässe und Orchester, SteR 253; Die Tobackspfeife (Pfeffel), Duett für Tenor, Bass und Orchester, SteR 257
- Anton Eberl: La gloria d’Imeneo, Kantate für Soli, Chor und Orchester op. 11; 2 Sonaten für Klavier, Klarinette oder Violine und Bass ad lib. a-Moll, B-Dur op. 10 (um 1799)

## Musiktheater
- 01. Januar: Uraufführung der Oper Elisca ou L’amour maternel von André-Ernest-Modeste Grétry in Paris (Comédie-Italienne)
- 03. Januar: Am Theater am Kärntnertor in Wien erfolgt die Uraufführung der Oper Falstaff ossia Le tre burle (Falstaff oder Die drei Streiche). Die Oper nach einem Text von Carlo Prospero De Franceschi auf der Grundlage der Komödie The Merry Wives of Windsor von William Shakespeare ist ein außerordentlicher Erfolg. Zahlreiche Nummern müssen wiederholt werden, der Komponist Antonio Salieri wird mehrfach vor den Vorhang geholt.
- 10. Februar: Uraufführung der Oper Adolphe et Clara ou Les deux Prisonniers von Nicolas Dalayrac in Paris, (Opéra-Comique)
- 23. Februar: Die Uraufführung der Oper La Punition von Luigi Cherubini findet am Théâtre Feydeau in Paris statt.
- 08. März: Uraufführung der Oper Primerose von Nicolas Dalayrac in Paris, (Opéra-Comique)
- 21. März: Die Oper Dankgefühl einer Geretteten von Johann Nepomuk Hummel wird in Wien uraufgeführt.
- 15. April: Die Uraufführung der Oper Montano et Stéphanie von Henri Montan Berton erfolgt an der Opéra-Comique in Paris.
- 01. Mai: Uraufführung der Oper Adelaide di Guesclino von Johann Simon Mayr in Venedig, La Fenice
- 04. Juni: Uraufführung der Oper Adrien von Étienne-Nicolas Méhul nach einem Libretto von François-Benoît Hoffman an der Pariser Oper.
- 08. Juni: Uraufführung der Oper Béniovski ou Les Exilés du Kamchattka von François-Adrien Boieldieu in Paris, (Opéra-Comique)
- 14. Juni: Die Oper La Nouvelle au camp ou Le Cri de vengeance von Henri Montan Berton wird an der Opéra-Comique in Paris uraufgeführt.
- 03. Juli: Uraufführung der Oper L’isola disabitata von Giovanni Paisiello nach einem vielfach vertonten Libretto von Pietro Metastasio
- 31. Juli: Uraufführung der Oper The Wreath of Loyalty, or British Volunteer von  James Hook
- 30. August: Die Uraufführung der Oper L'Amour bizarre ou Les Projets dérangés von Henri Montan Berton erfolgt ebenfalls an der Opéra-Comique in Paris.
- 16. September: Uraufführung der Oper Le calife de Bagdad von François-Adrien Boieldieu in Paris, (Opéra-Comique)
- 27. September: Uraufführung der Oper Laure ou L’Actrice chez elle von Nicolas Dalayrac in Paris, (Opéra-Comique)
- 09. Oktober: Uraufführung der Oper Labino e Carlotta von Johann Simon Mayr in Venedig, (San Benedetto)
- 11. Oktober: Uraufführung der Oper Ariodant von Étienne-Nicolas Méhul nach einem Libretto von François-Benoît Hoffman am Théâtre Favart in Paris.
- 07. Dezember: Mit der Oper Le Délire ou Les Suites d'une erreur wird das dritte Werk Henri Montan Bertons in diesem Jahr an der Opéra-Comique in Paris uraufgeführt.
- Karnevalssaison 1799/1800: Uraufführung der Oper La fuga in maschera von Gaspare Spontini (Musik) mit einem Libretto von Giuseppe Palomba im Teatro Nuovo in Neapel.
- Die Uraufführung der Oper Le cantatrici villane von Valentino Fioravanti auf ein Libretto von Giovanni Palomba erfolgt im Teatro dei Fiorentini in Neapel.

Weitere Werke
- Johann Simon Mayr: L’accademia di musica (Oper); L’avaro (Oper)
- Joseph Haydn: Theresienmesse Uraufführung am 8. September in der Bergkirche von Eisenstadt
- E. T. A. Hoffmann: Die Maske (Singspiel)
- Domenico Cimarosa: Semiramide (Oper)
- Franz Danzi: Der Kuß (Oper in drei Akten)
- Giuseppe Sarti: Zwei Bühnenwerke (1) Enea nel Lazio; (2) La famille indienne en Angleterre
- Niccolò Antonio Zingarelli: Zwei Bühnenwerke (1) Il ritratto; (2) Il ratto delle Sabine
- Anton Eberl: Der Tempel der Unsterblichkeit (Oper, verloren)
- Johann Baptist Henneberg: zwei Opern (1) Konrad Langbart von Friedburg; Mina und Peru
- Thomas Attwood: The Castle of Sorrento (komische Oper)
- Carl Maria von Weber: Die Macht der Liebe und des Weins (Oper, verloren)
- Vicente Martín y Soler: Zwei Ballette: (1) Tancrède; (2) Amour et Psyché

## Geboren

### Geburtsdatum gesichert
- 13. Januar: Ludwig Achleitner, deutscher Komponist, Organist und Musikpädagoge († 1873)
- 17. Januar: Johann Gottfried Fleischer, deutscher Lehrer, Organist und Autor († 1883)
- 11. Februar: Johann Heinrich Lübeck, deutsch-niederländischer Geiger, Komponist und Musikpädagoge († 1865)
- 24. Februar: Siegfried Dehn, deutscher Musiktheoretiker und Kontrapunktlehrer († 1858)
- 01. März: Alexei Werstowski, russischer Komponist († 1862)
- 01. April: Daniel Jelensperger, französischer Musikwissenschaftler († 1831)
- 05. April: Vincenzo Fioravanti, italienischer Komponist († 1877)
- 11. April: Anton Hackel, österreichischer Beamter und Komponist († 1846)
- 13. April: Ludwig Rellstab, deutscher Journalist, Musikkritiker und Dichter († 1860)
- 20. Mai: Hippolyte de Fontmichel, französischer Komponist († 1874)
- 26. oder 27. Mai: Fromental Halévy, französischer Komponist († 1862)
- 30. Mai: Ferdo Livadić, kroatischer Komponist († 1879)
- 16. Juni: Friedrich Leopold Morgenstern, deutscher Orgelbauer († 1852)
- 04. Juli: András Bartay, ungarischer Komponist († 1854)
- 07. Juli: Pierre-Julien Nargeot, französischer Komponist († 1891)
- 09. Juli: Théophile Tilmant, französischer Geiger und Dirigent († 1878)
- 21. August: Alexander Robert Reinagle, englischer Organist und Komponist († 1877)
- 25. September: Heinrich Friedrich Enckhausen, deutscher Organist, Komponist und Gesangslehrer († 1885)
- 06. November: Carl Böhmer, deutscher Violinist, Komponist und Musikpädagoge († 1884)
- 07. November: Christian Gottlob Höpner, deutscher Komponist, Organist und Musikpädagoge († 1859)
- 11. November: Jeanette Bürde, österreichische Pianistin, Sängerin und Komponistin († 1875)
- 14. November: Auguste Barbereau, französischer Komponist († 1879)
- 14. November: Edouard Boilly, französischer Komponist († 1854)
- 20. November: Auguste Türrschmidt, deutsche Sängerin und Gesangslehrerin († 1866)
- 31. Dezember: Thomas Täglichsbeck, deutscher Violinist, Kapellmeister und Komponist († 1867)

### Genaues Geburtsdatum unbekannt
- Iwan Fjodorowitsch Laskowski, russischer Komponist und Pianist († 1855)

## Gestorben

### Todesdatum gesichert
- 15. Januar: Johann Heinrich Silbermann, elsässischer Orgelbauer, Klavierbauer, Organist und Komponist (* 1727)
- 18. März: John Randall, englischer Organist, Musikprofessor und Komponist (* 1715)
- 25. März: Constantin Reindl, Schweizer Komponist und Theologe (* 1738)
- 30. März: Andreas Krämer, deutscher Orgelbauer und kurpfälzischer Hoforgelmacher (* 1730)
- 01. April: Narcís Casanoves i Bertran, katalanischer Komponist, Organist und Benediktinermönch (* 1747)
- 19. April: Pieter Hellendaal, niederländischer Komponist, Organist und Violinist (* 1721)
- 28. April: François Giroust, französischer Komponist (* 1737)
- 02. Mai: Henri-Joseph Rigel, deutscher Komponist, der in Frankreich gewirkt hat (* 1741)
- 09. Mai: Claude Balbastre, französischer Komponist, Organist und Cembalist (* 1724)
- 07. Juni: Barbara Campanini, italienische Ballett-Tänzerin (* 1721)
- 10. Juni: Joseph Bologne, Chevalier de Saint-Georges, französischer Geigenvirtuose, Komponist und Dirigent (* 1745)
- 18. Juni: Johann André, deutscher Musiker, Komponist und Musikverleger (* 1741)
- 01. Juli: Christian Heinrich Kersten, deutscher Orgelbauer (* 1732 oder 1733)
- 28. Juli: Johann Georg Distler, österreichischer Geiger und Komponist (* 1765)
- 16. August: Vincenzo Manfredini, italienischer Cembalist, Komponist und Musiktheoretiker (* 1737)
- 00. September: Marija Woinowna Subowa, russische Komponistin und Sängerin (* 1749)
- 05. Oktober: Johann Wilhelm Cramer, Violinist und Dirigent (* 1746)
- 16. Oktober: Antoine-Frédéric Gresnick, belgischer Komponist der Klassik (* 1755)
- 24. Oktober: Carl Ditters von Dittersdorf, österreichischer Komponist (* 1739)
- 12. November: Frans Casper Snitger, niederländischer Orgelbauer (* 1724)
- 12. Dezember: Franz Xaver Duschek, tschechischer Komponist, Cembalist, Pianist (* 1731)

### Genaues Todesdatum unbekannt
- Jacob Cubitt Pring, englischer Organist und Komponist (* 1771)
- Padre Sojo, venezolanischer Priester und Musikpädagoge (* 1739)